# Гуђаково
Гуђаково (мкд. Гуѓаково) је насеље у Северној Македонији, у јужном делу државе. Гуђаково припада општини Прилеп.

## Географија
Насеље Гуђаково је смештено у јужном делу Северне Македоније. Од најближег већег града, Прилепа, насеље је удаљено 40 km југоисточно (путем).
Гуђаково се налази на северу високопланинске области Маријово, као једно од најзабаченијих, али и етнички најчистијих делова православног словенског живља на тлу Македоније. Насеље је положено јужно од планине Дрен, док се југоисточно издиже Селечка планина. Надморска висина насеља је приближно 640 метара.
Клима у насељу је планинска због знатне надморске висине.

## Становништво
По попису становништва из 2002. године, Гуђаково је било без становника. Почетком 20. века ту је живело близу 300 становника.
Претежно становништво у насељу били су етнички Македонци.
Већинска вероисповест у насељу било је православље.